# 5 Pułk Artylerii Fortecznej

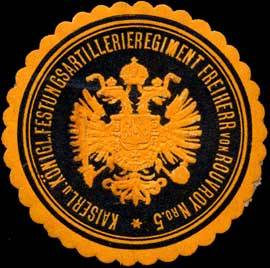
Pieczęć pułkowa

Pułk Artylerii Fortecznej Nr 5 (Festungsartillerieregiment Freiherr von Rouvroy Nr. 5) – pułk artylerii fortecznej cesarskiej i królewskiej Armii.
Pułk został utworzony w 1891 roku. Złożony był z trzech batalionów artylerii fortecznej. Sztab i I batalion stacjonowały w Teodo, II batalion w Castelnuovo, III batalion w Lušticy.
W 1914 pułk wchodził w skład 5 Brygady Artylerii Fortecznej, w składzie XVI Korpusu.

## Oficerowie
- ppor. rez. Jan Mydlarski